# Zjednoczone Towarzystwa Biblijne
Zjednoczone Towarzystwa Biblijne (ang. United Bible Societies, UBS) – utworzone 9 maja 1946 roku międzynarodowe stowarzyszenie zrzeszające 146 krajowych Towarzystw Biblijnych na całym świecie. Celem działania UBS jest konsultacja, wzajemna pomoc i wspólne działania na rzecz rozpowszechniania Biblii. Siedzibą organizacji jest Reading w Wielkiej Brytanii.

## Historia
Po raz pierwszy pomysł powołania stowarzyszenia złożonego z krajowych Towarzystw Biblijnych pojawił się w roku 1939. Zamierzało uczestniczyć w nim ponad 30 Towarzystw krajowych. Jednak w okresie II wojny światowej niektóre z nich przestały istnieć. Ostatecznie Zjednoczone Towarzystwa Biblijne zostały założone w 1946 roku przez 12 krajowych Towarzystw Biblijnych. Jednym z założycieli i członkiem stowarzyszonym Zjednoczonych Towarzystw Biblijnych było „Brytyjskie i Zagraniczne Towarzystwo Biblijne w Warszawie”, znane obecnie pod nazwą Towarzystwo Biblijne w Polsce.

## Opis
Krajowe Towarzystwa Biblijne zachowując swoją niezależność i podejmując współpracę w ramach United Bible Societies dzielą się finansami i doświadczeniami przy tłumaczeniu i wydawaniu Biblii. UBS jako wspólnota krajowych towarzystw jest największym tłumaczem, wydawcą i dystrybutorem Biblii na świecie. W ramach przybliżania Biblii Towarzystwa Biblijne wspierają i promują naukę czytania i pisania, profilaktykę zdrowotną oraz postawy szacunku i miłości bliźniego. UBS współpracują ze wszystkimi Kościołami chrześcijańskimi, a także z wieloma organizacjami międzynarodowymi. Zjednoczone Towarzystwa Biblijne przyczyniają się również do rozwoju dialogu ekumenicznego.

## Podstawa dokonywania przekładów ekumenicznych
W 1968 roku United Bible Societies wspólnie z Kościołem rzymskokatolickim wypracowały dokument „Wiodące zasady współpracy międzywyznaniowej w tłumaczeniu Biblii”, który regulował zasady tłumaczeń ekumenicznych jasno określających kryteria współpracy międzywyznaniowej przy podejmowaniu katolicko-protestanckich przekładów biblijnych. Po dziewiętnastu latach tekst ten został przereagowany i opracowany na nowo jako „Wytyczne do współpracy międzywyznaniowej w tłumaczeniu Biblii”. Dokument ten 16 listopada 1987 roku parafował ze strony protestanckiej lord Donald Coggan, ówczesny honorowy przewodniczący Zjednoczonych Towarzystw Biblijnych, a ze strony katolickiej kardynał Johannes Willebrands, ówczesny przewodniczący Sekretariatu ds. Jedności Chrześcijan. Stał się on rodzajem przewodnika dla tłumaczy podejmujących pracę nad ekumenicznymi przekładami.